# Heptacloro

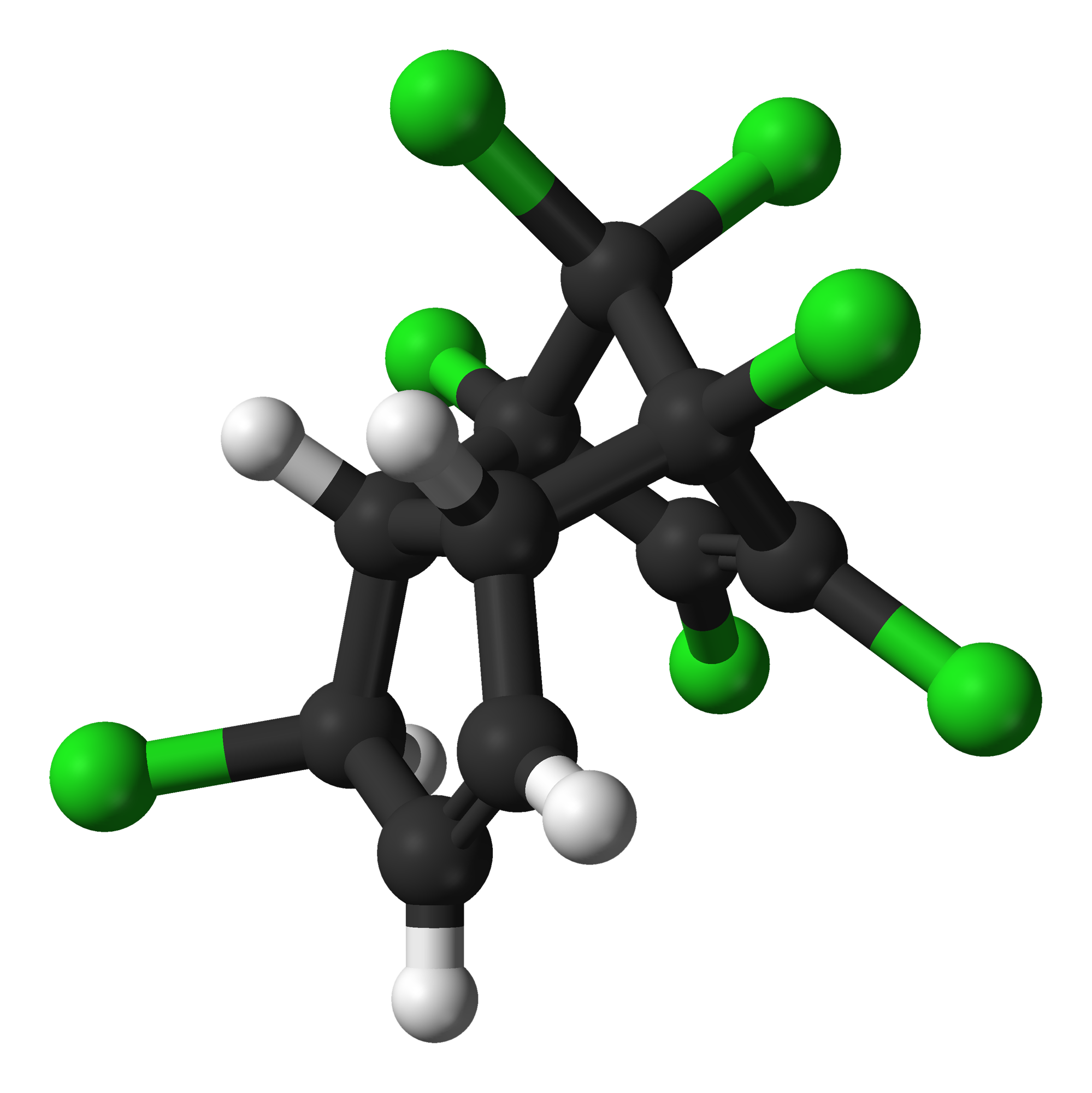
Modelo de la molécula de heptacloro

El heptacloro, (Nombre químico: 1,4,5,6,7,8,8-heptacloro-3a,4,7,7a-tetrahidro-4,7-metanoindano) es un plaguicida extremadamente tóxico para cualquier organismo vivo que está prohibido bajo todas sus formulaciones  por el Convenio de Róterdam, por ser potencialmente dañino para la salud humana, cualquier especie terrestre y acuática, así como al medio ambiente.

## Resumen de la prohibición
El Heptacloro fue excluido de la lista de sustancias activas autorizadas para el uso en productos de protección de plantas a partir del 1991 en muchos países signatarios del Convenio, para su uso como plaguicida para la protección de plantas contra plagas y pestes. Está prohibida la producción, uso y comercialización de todos los productos de protección de plantas que contengan heptacloro.

## Peligros y riesgos conocidos respecto a la salud humana
El heptacloro es altamente tóxico para los humanos y causa hiperexcitación del sistema nervioso central y daños al hígado. Estudios retrospectivos en trabajadores y rociadores de heptacloro han demostrado significantes incrementos de muertes por enfermedades cerebrovascular. Se ha encontrado que el heptacloro tiene efectos significativos en la progesterona y en los niveles de estrógeno en ratas de laboratorio. Otros estudios animales muestran alteración del sistema nervioso y daños al hígado. De preocupación particular es su demostrada respuesta carcinogénica en roedores de laboratorio y su potencial impacto para la salud humana por la difundida contaminación medioambiental en la cadena alimentaria.

## Peligros y riesgos conocidos respecto al medio ambiente
El heptacloro está sujeto a transporte de largo alcance como indicado por su presencia en muestras de precipitación del Lago Eire. Se ha encontrado en la Gambusia affinis, almeja Mya arenaria, ostra y en el piscardo. El heptacloro es potencialmente de muy alta toxicidad sea para las especies de peces de agua templada que de agua fría. Es también altamente tóxico para los invertebrados de agua dulce y las aves. La característica del heptacloro para bioacumular podría producir efectos crónicos secundarios en organismos expuestos y posible biomagnificación en la cadena alimentaria.